# 小行星2787
小行星2787（2787 Tovarishch）是一颗围绕太阳公转的小行星。1978年9月13日，尼古拉·切爾尼赫在克里米亚发现了此天体。
該小行星以蘇聯三桅帆船托瓦里希奇號命名。
这颗小行星的绝对星等为62.00223401816744等。